# منظمة نادي روما
منظمة نادي روما مركز أبحاث غير حكومي غير ربحي في زيورخ بسويسرا يضم اقتصاديين وعلماء وسياسيين من دول مختلفة لديهم اهتمامات مشتركة حول التحديات العالمية مثل الزيادة السكانية و الاحتباس الحراري.
تأسس نادي روما في أبريل 1968 عن طريق رجلإرنست فون فايتسكر الاقتصاد الايطالي أورليو بيشي، والعالم الإسكتلندي ألكسندر كنج والملياردير الأمريكي ديفد روكفيلر في مركز بحث Accademia dei Lincei في روما.
بدأ اهتمامه بالشأن العالمي في 1972 بتقرير حدود للنمو LTG الذي بيعت منه 30 مليون نسخة و قد ترجم ل 30 لغة مما جعله أكثر كتب الاقتصاد البيئي مبيعا في التاريخ و يحذر من عدم استمرار التنمية الاقتصادية بسبب نفاد الموارد كنتيجة للزيادة السكانية المتسارعة و قد أكدت أزمة النفط عام 1973 علي مخاوف نادي روما
```
في 1 يوليو 2008 اتخذت من فنترتور في زيورخ بسويسرا مقرا لها
```

حاليا يشغل رئاسة النادي الألماني إرنست فون فايتسكر و الإسكتلندي جريم ماكستون أما السكرتير العام فهو السويدي أندرس ڤيكمان